# Walter Gaitán
Wálter Nicolás Gaitán Sayavedra (La Rioja, 13 marzo 1977) è un ex calciatore argentino, di ruolo centrocampista.

## Caratteristiche tecniche
Soprannominato el Chueco, Gaitán era un trequartista le cui migliori caratteristiche erano nel dribbling, nel suo fiuto del gol e nel suo tiro potente e preciso.

## Carriera

### Club
Gaitán è cresciuto nelle giovanili del Rosario Central, in cui è entrato all'età di quattordici anni.
Il 25 febbraio 2011 è stato reso noto il suo ingaggio ai Los Angeles Blues, a cui si è legato con un contratto annuale.

## Palmarès

### Club

#### Competizioni nazionali
- InterLiga: 2

Tigres UANL: 2005, 2006

#### Competizioni internazionali
- Coppa Libertadores: 1

Boca Juniors: 2000

### Individuale
- Capocannoniere della Primera División de México: 1

Apertura 2005 (11 gol)
- Pallone d'oro (Messico): 1

Chiusura 2006